# Хеленсборо (Шотландия)
Хе́ленсборо (англ. Helensburgh, гэльск. Baile Eilidh, скотс Eelansburgh) — город на западе Шотландии. Расположен в округе Аргайл-энд-Бьют, на северном берегу залива Ферт-оф-Клайд.

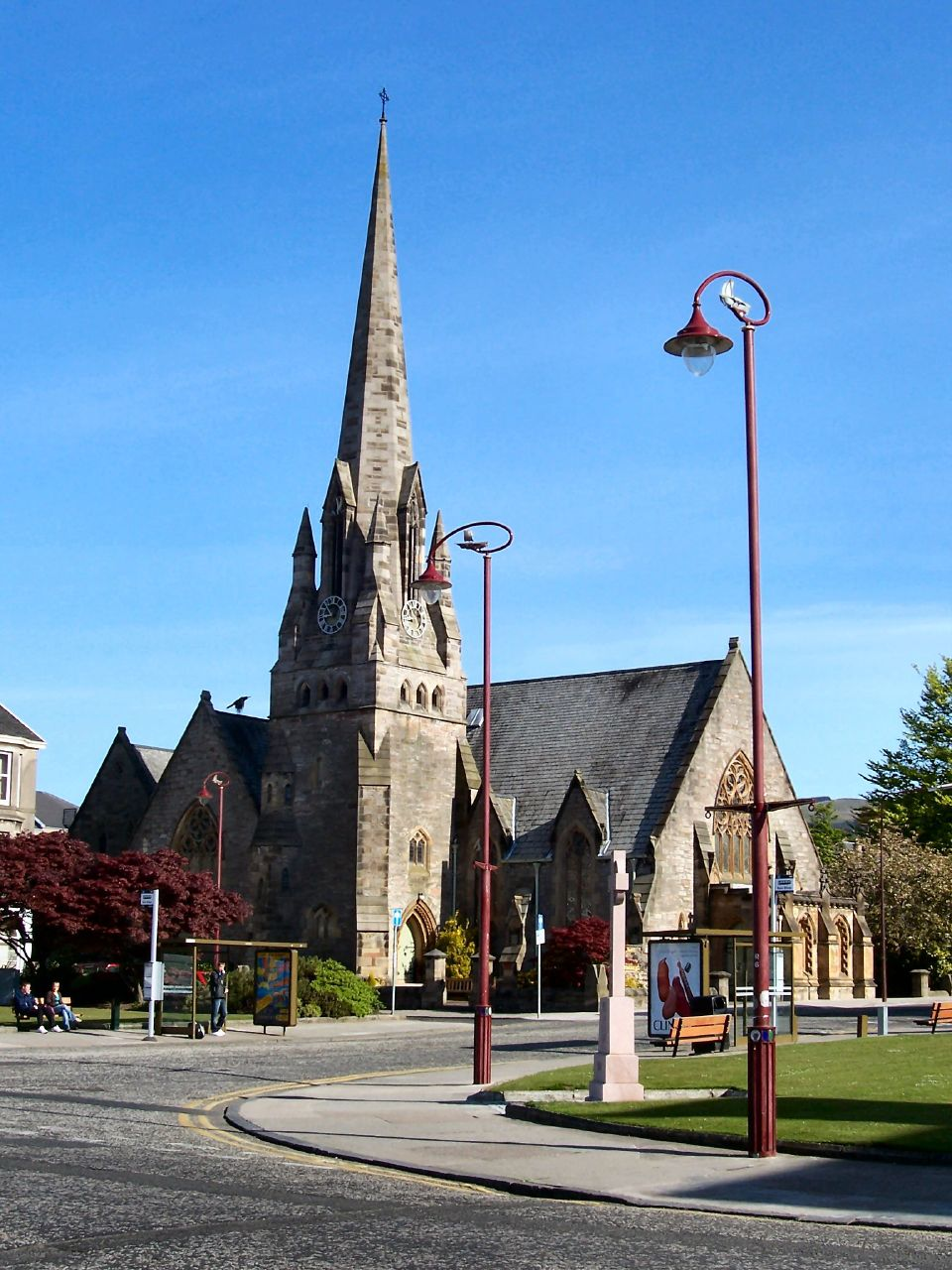
Площадь Колкахун